# Balón de Oro 1969

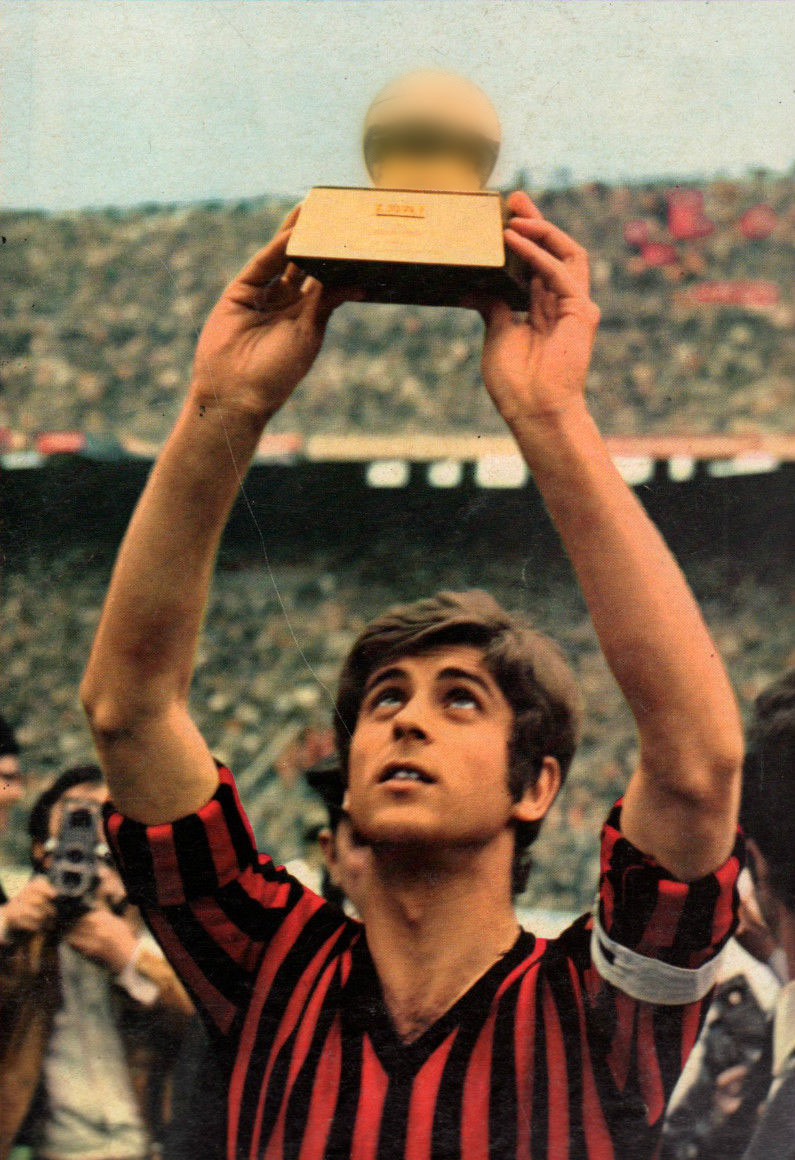
Gianni Rivera, Balón de Oro 1969

La edición de 1969 del Balón de Oro, 14.ª edición del premio de fútbol creado por la revista francesa France Football, fue ganada por el italiano Gianni Rivera (Milán).
El jurado estuvo compuesto por 26 periodistas especializados, de cada una de las siguientes asociaciones miembros de la UEFA: Alemania Occidental, Alemania Oriental, Austria, Bélgica, Bulgaria, Checoslovaquia, Dinamarca, España, Finlandia, Francia, Grecia, Hungría, Inglaterra, Irlanda, Italia, Luxemburgo, Noruega, Países Bajos, Polonia, Portugal, Rumanía, Suecia, Suiza, Turquía, Unión Soviética y Yugoslavia.
El resultado de la votación fue publicado en el número 1238 de France Football, el 23 de diciembre de 1969.

## Sistema de votación
Cada uno de los miembros del jurado elige a los que a su juicio son los cinco mejores futbolistas europeos. El jugador elegido en primer lugar recibe cinco puntos, el elegido en segundo lugar cuatro puntos y así sucesivamente.
De esta forma, se repartieron 390 puntos, siendo 130 el máximo número de puntos que podía obtener cada jugador (en caso de que los 26 miembros del jurado le asignaran cinco puntos).

## Clasificación final
| Puesto | Jugador              | Equipo                 | Votos | Votos | Votos | Votos | Votos | Votos | Puntos |
| Puesto | Jugador              | Equipo                 | 1º    | 2º    | 3º    | 4º    | 5º    | Total | Puntos |
| ------ | -------------------- | ---------------------- | ----- | ----- | ----- | ----- | ----- | ----- | ------ |
| 1º     | Gianni Rivera        | Milan                  | 14    | 1     | 2     | 1     | 1     | 19    | 83     |
| 2º     | Luigi Riva           | Cagliari               | 10    | 3     | 3     | 4     |       | 20    | 79     |
| 3º     | Gerd Müller          | Bayern Munich          |       | 2     | 6     | 5     | 2     | 15    | 38     |
| 4º     | Johan Cruyff         | Ajax                   | 1     | 2     | 2     | 4     | 3     | 12    | 30     |
|        | Ove Kindvall         | Feyenoord              |       | 2     | 3     | 5     | 3     | 13    | 30     |
| 6º     | George Best          | Manchester United      |       | 4     | 1     | 1     |       | 6     | 21     |
| 7º     | Franz Beckenbauer    | Bayern Munich          |       | 3     | 2     |       |       | 5     | 18     |
| 8º     | Pierino Prati        | Milan                  | 1     | 2     | 1     |       | 1     | 5     | 17     |
| 9º     | Petar Zhekov         | CSKA Sofía             |       | 2     | 2     |       |       | 4     | 14     |
| 10º    | Jack Charlton        | Leeds United           |       | 1     | 2     |       |       | 3     | 10     |
| 11º    | Albert Shesternev    | CSKA Moscú             |       | 2     |       |       |       | 2     | 8      |
| 12º    | Dragan Džajic        | Estrella Roja Belgrado |       |       |       | 2     | 2     | 4     | 6      |
| 13º    | Francis Lee          | Leeds                  |       | 1     |       |       |       | 1     | 4      |
|        | Martin Peters        | West Ham United        |       | 1     |       |       |       | 1     | 4      |
| 15º    | Bobby Charlton       | Manchester United      |       |       | 1     |       |       | 1     | 3      |
|        | Angelo Sormani       | Milan                  |       |       | 1     |       |       | 1     | 3      |
|        | Jozef Adamec         | Spartak Trnava         |       |       |       |       | 3     | 3     | 3      |
| 18º    | Andrej Kvašňák       | Sparta Praga / Malinas |       |       |       | 1     |       | 1     | 2      |
|        | Louis Pilot          | Standard Lieja         |       |       |       | 1     |       | 1     | 2      |
|        | Giorgos Sideris      | Olympiacos             |       |       |       | 1     |       | 1     | 2      |
|        | Manuel Velázquez     | Real Madrid            |       |       |       | 1     |       | 1     | 2      |
|        | Ferenc Bene          | Újpest Dózsa           |       |       |       |       | 2     | 2     | 2      |
| 23.º   | Billy Bremner        | Leeds                  |       |       |       |       | 1     | 1     | 1      |
|        | Kazimierz Deyna      | Legia Varsovia         |       |       |       |       | 1     | 1     | 1      |
|        | Dimitris Domazos     | Panathinaikos          |       |       |       |       | 1     | 1     | 1      |
|        | Gilbert Gress        | Stuttgart              |       |       |       |       | 1     | 1     | 1      |
|        | Jimmy Johnstone      | Celtic Glasgow         |       |       |       |       | 1     | 1     | 1      |
|        | Wlodzimierz Lubanski | Górnik Zabrze          |       |       |       |       | 1     | 1     | 1      |
|        | Vladimir Muntyan     | Dinamo Kiev            |       |       |       |       | 1     | 1     | 1      |
|        | Wilfried Van Moer    | Amberes                |       |       |       |       | 1     | 1     | 1      |
|        | Ivo Viktor           | Dukla Praga            |       |       |       |       | 1     | 1     | 1      |

## Curiosidades
- Primera vez que dos italianos copan los dos primeros puestos de la clasificación del Balón de Oro, algo que no volvería a repetirse hasta 2006.
- Única vez entre 1961 y 1973 en la que Eusébio no aparece en la clasificación final del Balón de Oro.